# Port William (Ohio)
Port William es una villa ubicada en el condado de Clinton en el estado estadounidense de Ohio. En el Censo de 2010 tenía una población de 254 habitantes y una densidad poblacional de 824,12 personas por km².

## Geografía
Port William se encuentra ubicada en las coordenadas 39°33′7″N 83°47′9″O / 39.55194, -83.78583. Según la Oficina del Censo de los Estados Unidos, Port William tiene una superficie total de 0.31 km², de la cual 0.3 km² corresponden a tierra firme y (2.52%) 0.01 km² es agua.

## Demografía
Según el censo de 2010, había 254 personas residiendo en Port William. La densidad de población era de 824,12 hab./km². De los 254 habitantes, Port William estaba compuesto por el 95.67% blancos, el 1.18% eran afroamericanos, el 1.97% eran amerindios, el 0.79% eran asiáticos, el 0% eran isleños del Pacífico, el 0% eran de otras razas y el 0.39% pertenecían a dos o más razas. Del total de la población el 1.18% eran hispanos o latinos de cualquier raza.